# Santa Rosalía (Baja California Sur)
Santa Rosalía es una pequeña ciudad mexicana localizada en la parte central de la península de Baja California, frente al Golfo de California. Es la cabecera del municipio de Mulegé, Baja California Sur y se localiza al norte del estado. 
Santa Rosalía es el segundo nombre del poblado, ya que el primero era Cachanía. Se denominó así por la abundancia de la planta xerófila llamada cachanilla en los alrededores del área. En 1910, los franceses que vivían y trabajaban en la mina, le dan el nombre de Santa Rosalía, tomado de la ex-cabecera municipal de Santa Rosalíia de Mulegé (hoy simplemente Mulegé). Es común que mucha gente del lugar siga llamando Cachanía a Santa Rosalía.

## Historia
El primer europeo que exploró todo el golfo de California y sus litorales fue el navegante Francisco de Ulloa, quien recorrió los litorales del golfo en 1539. En 1701 el padre jesuita Juan María de Salvatierra exploró la región. En 1705 el padre jesuita Juan de Basaldúa fundó la Misión de Santa Rosalía de Mulegé en Mulegé, población cercana a la actual Santa Rosalía (60 km), sin embargo no es hasta el siglo XIX, que se decreta la fundación simbólica de la localidad de Santa Rosalía, a cargo de la empresa minera francesa "El Boleo".

### El Boleo

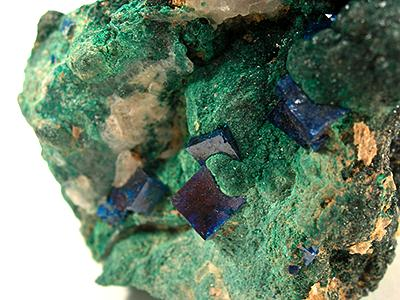
Muestra de boleíta.

En 1868 un cargamento a nombre de alguien llamado José Rosas Villavicencio (cuya existencia es polémica para historiadores posteriores) llegó a Guaymas, era un extraño mineral verdoso que abundaba en una zona despoblada en la costa opuesta del Mar de Cortés, tras ser analizada en un laboratorio se descubren que son menas de cobre de muy alta pureza; la noticia de un yacimiento atrajo la atención de unos caballeros de origen Alemán, llamados Blumhart y Julio Muller, que rápidamente contactaron con este Villavicencio que los acompañara en una expedición y certificaron la abundancia del mineral en la región de Santa Rosalía, estos volvieron a Europa para pedir financiación a la Casa Rothschild, estableciendo inicialmente la compañía Eiseman y Valle en 1873, con sede en Guaymas con la intención de explotar los yacimientos. Estas explotaciones eran primitivas: se cargaba el mineral de la superficie tal como se encontraba en los barcos para ser procesado en Cananea. Para 1879, las fluctuaciones del precio del cobre y las estas técnicas rudimentarias de explotación provocaron el quiebre de la compañía.
El entonces presidente de México, Porfirio Díaz, otorgó una nueva concesión a una compañía francesa y ésta compró la anterior con un millón de pesos oro. El contrato se firmó el 7 de julio de 1885 fundándose la Compagnie du Boleo. La concesión minera se denominó ''Distrito Minero Santa Águeda'', abarcaba desde Santa Rosalía hasta la actual Mulegé; una comisión en 1888 aseguró que empezando explotación continua del cobre habría suficiente para cincuenta años de extracción, por lo tanto a la compañía Boleo se le exentó de impuestos de aduana de sus embarcaciones por el mismo periodo de tiempo.

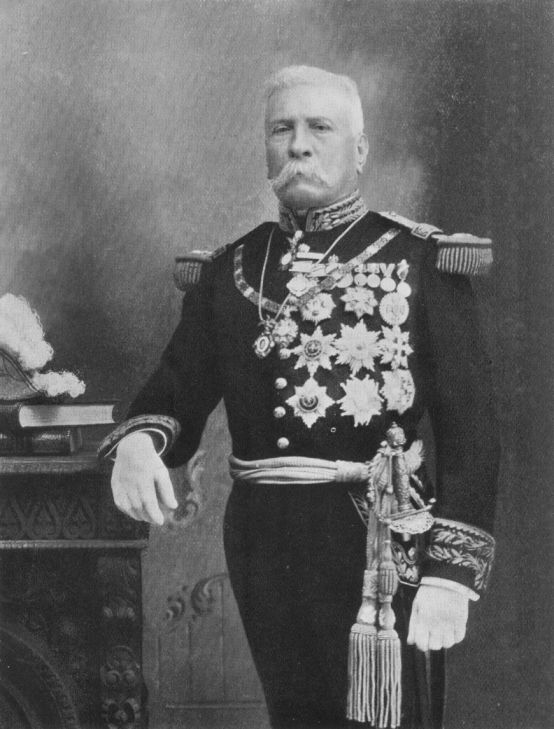
General Porfirio Díaz.

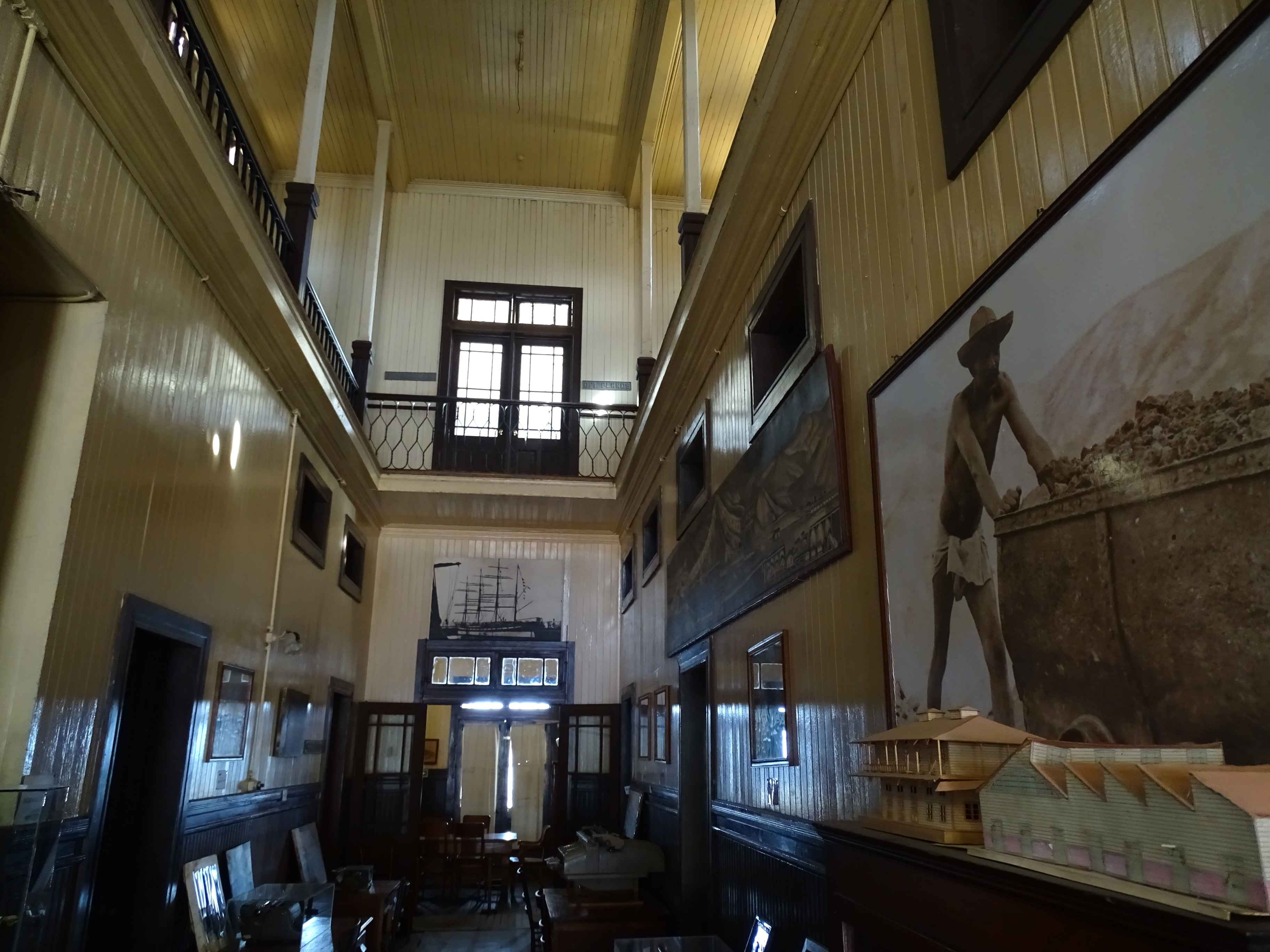
Muestra sobre de la antigua dirección de la compañía en el palacio municipal.

Para 1890, el ferrocarril usado en el transporte del mineral abarcaba 38 km y se procesaban hasta 100 toneladas de mineral de boleíta.
En 1938 se cumplían los cincuenta años predichos para la explotación del cobre dónde inevitablemente la producción del cobre decae, se abren pozos más profundos que los existentes y se extraen varias vetas de manganeso pero esto no resultó rentable. La Segunda Guerra Mundial y posguerra fue el impulso que recibió Compagnie du Boleo que permitió subsistir en sus últimos años.[cita requerida]
En 1954 la compañía francesa cierra operaciones en el poblado al considerar agotados los yacimientos, lo que provoca un éxodo de habitantes. Ante esta situación, el general Agustín Olachea Avilés, gobernador de Baja California Sur (1946-1956) promovió con el apoyo de la Comisión Nacional de Fomento Minero, la formación de una empresa de capital mixto, que permitiera la subsistencia de dicha mina, con lo que se reinicia la explotación minera que concluye en 1972 al haberse agotado los yacimientos.[cita requerida]

### Una población con tradición francesa

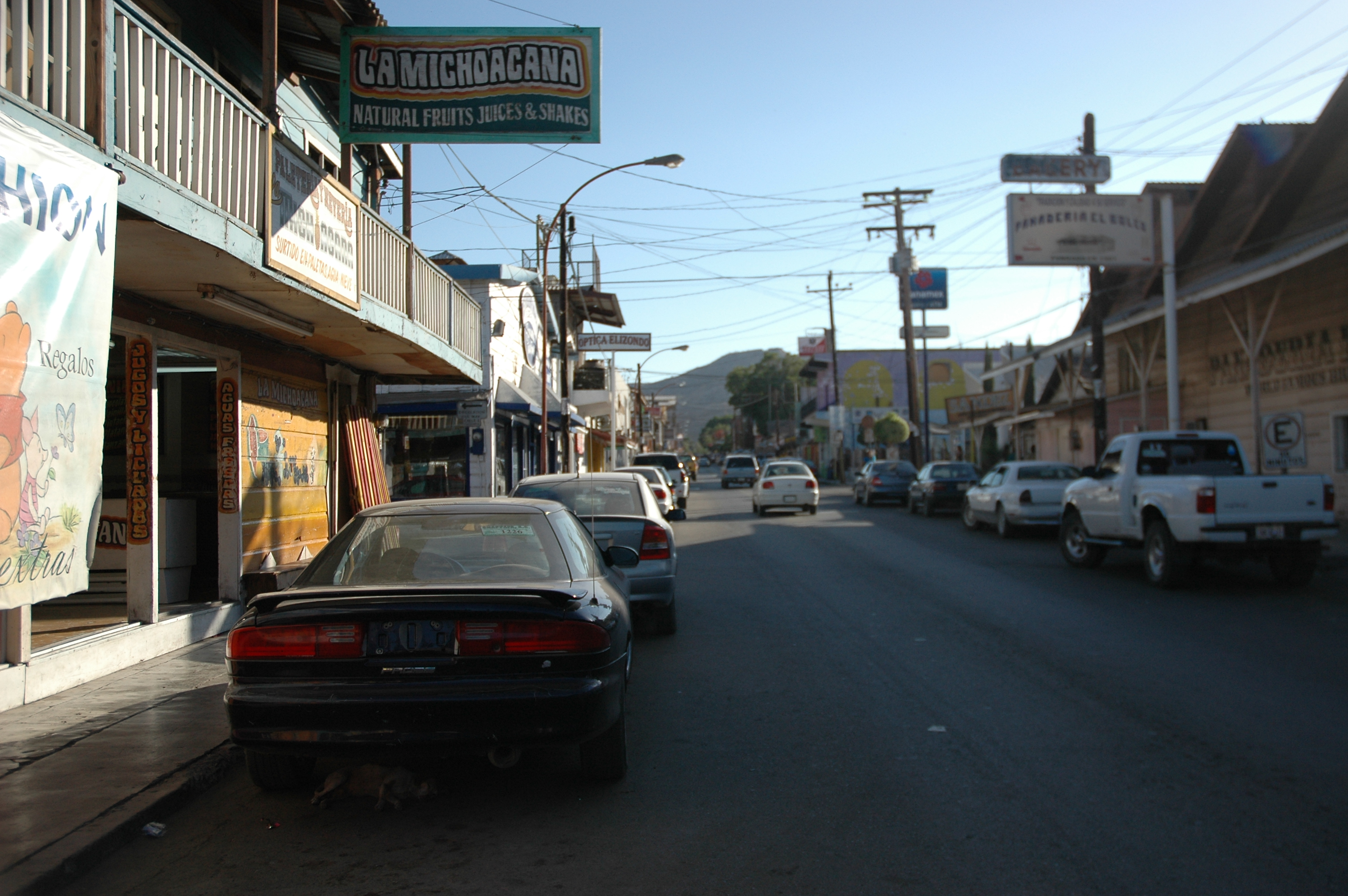
Calle Álvaro Obregón, Santa Rosalía.

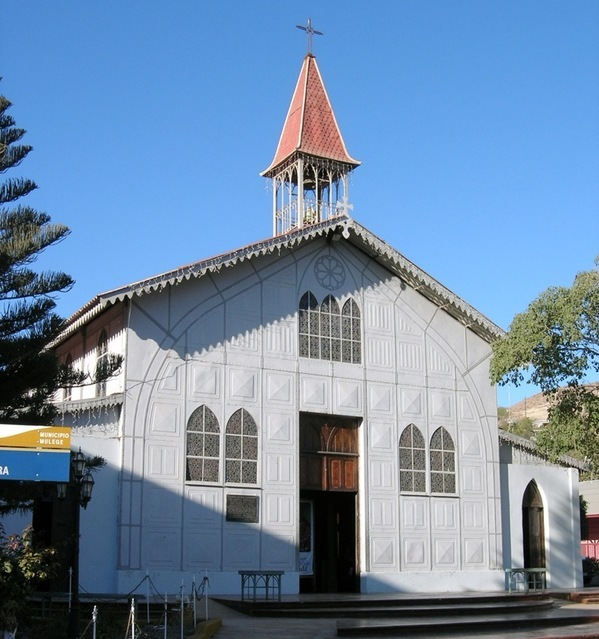
Catedral de Santa Bárbara.

Durante el tiempo que la compañía francesa El Boleo, S.A. explotó los yacimientos de cobre, construyó casas, iglesias y escuelas en el estilo francés de la época, tanto para las familias de sus funcionarios y técnicos, como para las familias de sus obreros. 
Se considera que es segunda población de México en tener electricidad, después de Ciudad de México, pero en este caso no se usaba para iluminación de calles sino para las bombas de acueductos de agua potable, de origen suizo de una empresa llamada Oerlikon; En 1900 se instalaron 43 teléfonos, importados de Europa, en todas en todas las áreas productivas. 
Las oficinas del centro de gobierno fueron construidas en 1897 en un estilo colonial tropical francés, tomando como base los planos del ingeniero Gustavo Eiffel. Las construcciones que fueron las oficinas de la compañía El Boleo S.A. fueron diseñados siguiendo la arquitectura colonial francesa tropical la cual era muy común en aquella época, al igual que el hotel Francés, fueron construidos en ligera madera.
Donde mejor se puede apreciar el estilo arquitectónico colonial francés es en el barrio llamado Mesa Francia, allí vivieron los técnicos mineros franceses y los funcionarios de la empresa, en la llamada Mesa México, que es donde se desarrolló propiamente Santa Rosalía, aún se pueden apreciar algunos edificios de tipo francés. 
El 5 de diciembre de 1986, se emite un decreto presidencial en el cual es declarado al pueblo minero de Santa Rosalía, "Zona de monumentos históricos", que incluye 32 inmuebles históricos muchos de ellos de arquitectura francesa "boleriana" muy tradicional, dentro de 135 manzanas, en un perímetro de La parte antigua, la zona centro y la Mesa Francia; entre los edificios está la Iglesia de Santa Bárbara, edificada por Gustavo Eiffel, así como el Palacio Municipal, Archivo y Museo histórico, La misión, la biblioteca Mahatma Gandhi y el hotel francés.

## Geografía humana

### Comunicaciones
- Por mar, cuenta con un puerto con servicio de ferry que conecta Santa Rosalía con Guaymas, Sonora, al otro extremo del Golfo de California.

- Por tierra el municipio está conectado por la Carretera Federal 1, conocida como "Carretera Transpeninsular", que desde Tijuana y Ensenada llega hasta Cabo San Lucas. Es una carretera de más de 1600 km.

- Por vía aérea, el aeropuerto internacional más cercano es el Aeropuerto Internacional de Loreto, localizado en la población del mismo nombre, ubicada 197 km al Sur. Además, se cuenta con el Aeropuerto de Palo Verde, localizado 30 km al Sur, con vuelos a las ciudades de Guaymas y Hermosillo. Al Norte de la ciudad se localiza el Aeropuerto de Santa María de Mulegé, una aeropista municipal con presencia militar que solo recibe vuelos de aviación general cuando está abierto.

### Economía
- Pesca
- Minería
- Comercio local.

#### Pan de Cachanía
Santa Rosalía es famosa en el estado de Baja california Sur por la elaboración de pan. Las panaderías de antaño son: "El Bachicha" y el "Boleo"; dichas panaderías reciben esta fama por la implementación de hornos de piedra en la elaboración del pan.

## Servicios públicos

### Educación
- 1 Universidad Instituto Tecnológico Superior de Mulegé (ITESME)
- 2 Bachilleratos
- 2 Secundarias
- 6 Primarias
- 5 Jardines de niños

### Sanidad
La ciudad cuenta con la Clínica 8 IMSS y el Hospital General de Santa Rosalía que brinda atención universal a través de IMSS-Bienestar. El ISSTE brinda servicios por medio de su la Clínica Hospital ISSSTE de Santa Rosalía.
La Secretaría de Salud del Estado de Baja California Sur dirige el Centro de Salud con Hospitalización Dr. Adán G. Velarde, conocido como Hospital General Dr. Adán G. Velarde o también Hospital General de Santa Rosalía, en la colonia Mesa Francia sobre la calle Jean Michel Costeau frente al Museo El Boleo. Según datos de 2022, el hospital cuenta con 18 camas censables, una sala de expulsión, laboratorio clínico, laboratorio clínico, equipo de rayos X, una unidad dental, y 3 ambulancias. El mismo año, el hospital tuvo un total de 1023 casos de urgencias.

## Radio
Cuenta con una radio comunitaria, "Radio Kashana" que inició transmisiones en el año 2012. En 2015, el colectivo de la asociación civil Ondas en la Playa, inició gestiones ante el Instituto Federal de Telecomunicaciones para que le fuese otorgada una concesión de tipo social comunitario. El 14 de septiembre de 2016, el pleno del instituto aprobó la concesión.

## Ciudades hermanas
La ciudad de Santa Rosalía está hermanada con: 
- Manhattan Beach, Estados Unidos (2012).[16][17]